# Incidente del USS Panay
El incidente del USS Panay fue un ataque japonés contra el cañonero fluvial estadounidense USS Panay mientras estaba al ancla en el río Yangtsé fuera de Nankín, China, el 12 de diciembre de 1937. Japón y los Estados Unidos no estaban en guerra en ese momento. Los japoneses afirmaron que no vieron las banderas estadounidenses pintadas sobre la cubierta del cañonero fluvial, pidieron disculpas y pagaron una indemnización. Sin embargo, el ataque y el subsecuente Incidente Allison en Nankín causaron que la opinión pública estadounidense se volviera en contra de los japoneses. Fon Huffman, el último superviviente del incidente, murió en 2008.

## Incidente
El USS Panay, un navío de fondo plano construido en Shanghái específicamente para misiones fluviales, sirvió en la Patrulla del Yangtsé, que era parte de la Flota Asiática de los Estados Unidos y era responsable del patrullaje del Yangtsé para proteger ciudadanos y propiedades estadounidenses en China.
Después de invadir China en el verano de 1937, las fuerzas japonesas avanzaron sobre la ciudad de Nankín en diciembre. El USS Panay evacuó a los estadounidenses restantes de la ciudad el 11 de diciembre, llevando a bordo 5 oficiales, 54 marineros, 4 funcionarios de la Embajada estadounidense y 10 civiles, entre los cuales estaban el camarógrafo de la Universal News Norman Alley, el camarógrafo de la Movietone News Eric Mayell, el reportero del New York Times Norman Soong, el corresponsal del Collier's Weekly Jim Marshall, el corresponsal de La Stampa Sandro Sandri y el corresponsal del Corriere della Sera Luigi Barzini Jr. 

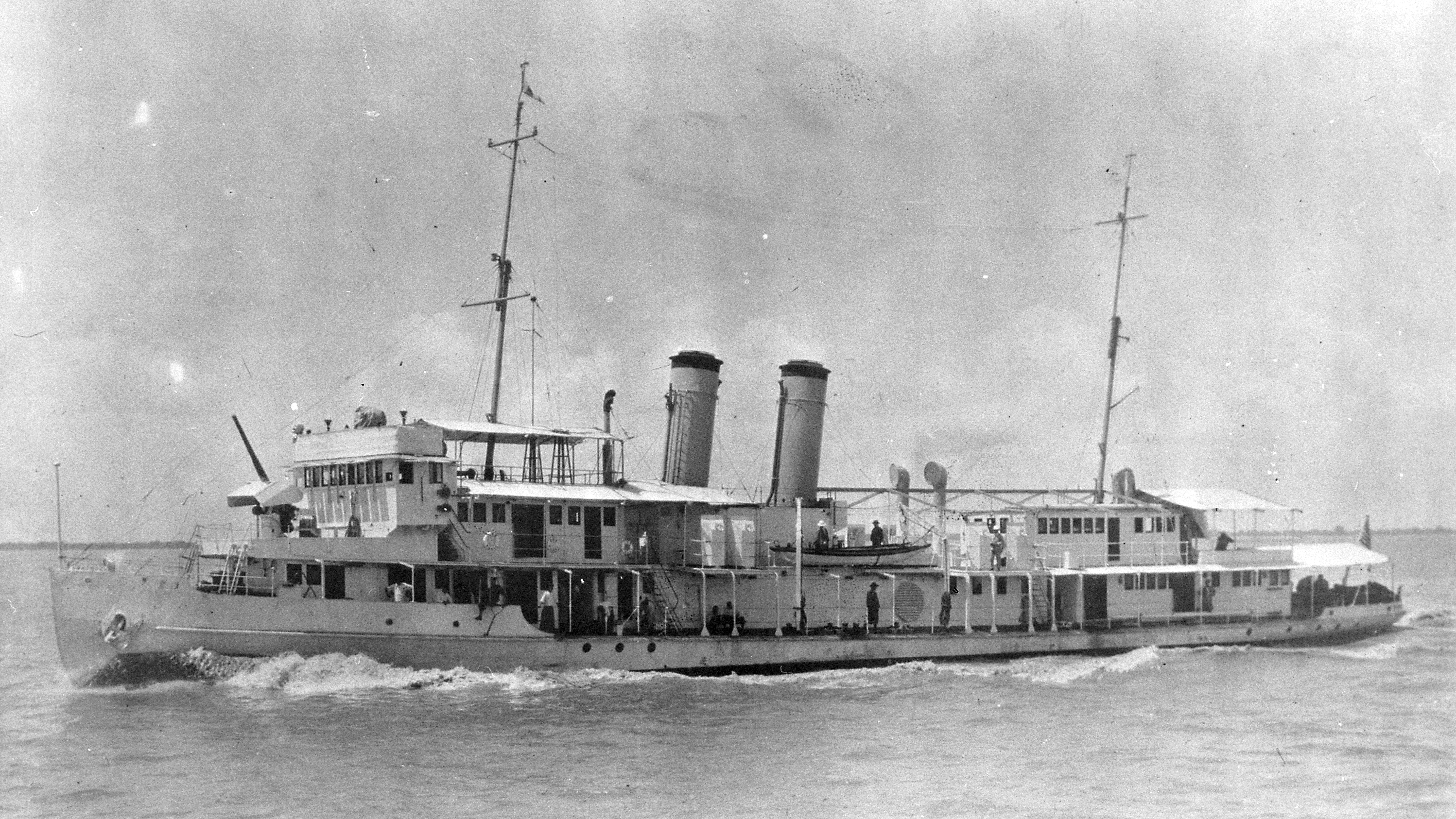
El durante las pruebas de navegación cerca de Wusong, China, el 30 de agosto de 1928.

En la mañana del 12, las Fuerzas Aéreas japonesas recibieron información que las fuerzas chinas en retirada se encontraban en el área a bordo de 10 grandes barcos de vapor y una gran cantidad de juncos, en un punto situado entre 19 y 40 km río arriba de Nankín. Mientras estaban anclados río arriba, el USS Panay y tres petroleros de la Standard Oil, el  Mei Ping, el Mei An y el Mei Hsia, fueron atacados por aviones navales japoneses. El USS Panay fue impactado por 2 de las 18 bombas de 60 kg lanzadas por tres bombarderos Yokosuka B4Y Tipo 96 y ametrallado por nueve cazas Nakajima A4N Tipo 95.
Según el Teniente J. W. Geist, un oficial a bordo del USS Panay, "el día anterior le informamos al ejército japonés que operaba en la zona quienes eramos", y tres banderas estadounidenses eran claramente visibles a bordo del barco. Los aviones también ametrallaron a las pequeñas embarcaciones que llevaban a los heridos a la orilla, resultando heridos varios supervivientes. El corresponsal de The Times Colin MacDonald, que también estuvo a bordo del USS Panay, vio a una pequeña lancha del Ejército Imperial Japonés que ametralló al USS Panay mientras se hundía, incluso con la bandera estadounidense pintada en un lado del buque. Como los aviones japoneses seguían sobrevolando la zona, los sobrevivientes se pusieron a cubierto en un pantano.
El USS Panay se hundió; murieron el Almacenero de Primera Clase Charles L. Ensminger, el Capitán Carl H. Carlson de un petrolero de la Standard Oil y el reportero italiano Sandro Sandri. El Contramaestre Edgar C. Hulsebus murió en la noche. 43 marineros y 5 civiles fueron heridos. 
Los tres petroleros de la Standard Oil también fueron bombardeados y destruidos, muriendo el capitán del Mei An y varios pasajeros civiles chinos. Los petroleros estaban ayudando a evacuar las familias de los empleados de la Standard Oil y sus agentes de Nankín durante el ataque japonés contra la ciudad.
Dos camarógrafos de noticiarios estaban a bordo durante el ataque (Norman Alley de la Universal News y Eric Mayell de la Movietone News); ellos fueron capaces de filmar parte del ataque y, tras alcanzar la orilla, el hundimiento del barco en medio del río. Más tarde los sobrevivientes fueron llevados a bordo del navío estadounidense USS Oahu y los cañoneros fluviales británicos HMS Ladybird y HMS Bee. En las primeras horas de la mañana, una batería japonesa situada en la orilla abrió fuego contra el HMS Ladybird.
Los supervivientes tuvieron que soportar noches casi heladas sin ropa adecuada ni comida. Les tomó tres días para trasladar a los dieciséis heridos a bordo de varios barcos británicos y estadounidenses.

## Diplomacia
Después del hundimiento del USS Panay tuvo lugar un tenso período para Joseph Clark Grew, el embajador estadounidense en Japón. Grew, con una experiencia diplomática de más de 30 años, "se acordó del USS Maine", el buque de la Armada estadounidense que estalló en el puerto de La Habana en 1898. El hundimiento del USS Maine impulsó a los Estados Unidos en la Guerra hispano-estadounidense, por lo que Grew esperaba que el hundimiento del USS Panay no sea un motivo similar para cortar relaciones diplomáticas y entrar en guerra con Japón.
El gobierno japonés aceptó ser responsable del hundimiento del USS Panay, pero continuó afirmando que el ataque no fue intencional. El Comandante en Jefe de las fuerzas navales japonesas en el norte de China, Vicealmirante Rokuzō Sugiyama, fue asignado para ofrecer disculpas. La disculpa formal llegó a Washington D. C. en vísperas de Navidad.
A pesar de que los oficiales japoneses sostenían que sus pilotos nunca vieron banderas estadounidenses algunas sobre el USS Panay, una corte de investigación de la Armada de los Estados Unidos determinó que varias banderas estadounidenses eran claramente visibles sobre el navío durante los ataques. En la reunión que tuvo lugar en la Embajada estadounidense de Tokio el 23 de diciembre, los oficiales japoneses sostuvieron que un avión de la Armada ametralló un barco durante un corto intervalo de tiempo y que lanchas del Ejército atacaron los barcos de vapor chinos que huían río arriba junto a la orilla opuesta. Pero la Armada Imperial Japonesa insistió en que el ataque no fue intencional. El gobierno japonés pagó a Estados Unidos una indemnización de $2.214.007,36 el 22 de abril de 1938, reparando oficialmente el incidente del USS Panay.
Sin embargo, la presencia de banderas estadounidenses, que podían ser vistas desde el aire, sugiere que el ataque no fue un error, sino el tipo de acción sin autorización conocido como Gekokujō en Japón.

## Tras el incidente
Inmediatamente después del bombardeo del USS Panay, empezó a desarrollarse un aspecto poco conocido de la historia. En los días posteriores al incidente del USS Panay, ciudadanos japoneses empezaron a enviar cartas y tarjetas de simpatía a la Embajada estadounidense en Tokio. El embajador Grew escribió que "nunca antes fue más claramente enfatizado el hecho que existen 'dos Japones'. Desde que las primeras noticias sobre el desastre del Panay llegaron, hemos sido inundados por delegaciones, visitantes, cartas y donaciones de dinero - gente de todos los estratos, desde altos oficiales, doctores, profesores, empresarios y hasta niños en edad escolar, tratando de expresar su vergüenza, disculpas y remordimientos por la acción de su propia Armada". Además, "mujeres de la alta sociedad, esposas de oficiales, llamaron a Alice [la esposa de Grew] sin el conocimiento de sus esposos". El embajador notó, "que este lado del incidente, al menos, es profundamente conmovedor y muestra que en su interior, los japoneses aún son un pueblo caballeroso". Estas señales de simpatía eran expresadas al mismo tiempo que el embajador recibía información sobre posibles atrocidades siendo cometidas por fuerzas japonesas en China.
Mientras que la mayoría de cartas de simpatía eran enviadas a la embajada estadounidense en Tokio, unas cuantas fueron enviadas al Departamento de la Armada en Washington D. C. Un notable grupo de cartas recibido por la Armada fue el de 37 niñas que estudiaban en el Colegio St. Margaret de Tokio. Las cartas, escritas en inglés y fechadas el 24 de diciembre de 1937, expresan sus disculpas por el hundimiento del USS Panay. Coincidentemente, las cartas de las niñas están fechadas el mismo día que la disculpa formal del gobierno japonés llegó a Washington. Las cartas tienen un contenido muy similar. La típica carta dice, "Querido Amigo! Esta es una carta corta, pero queremos decirte cuan arrepentidas estamos por el error que cometió[cometieron] nuestro[s] avión[aviones]. Queremos que nos perdonen, yo soy pequeña y no entiendo muy bien, pero se que no fue a propósito. Me siento mal por aquellos que fueron heridos y murieron. Yo estoy estudiando en el colegio St. Margarets, que fue construido por varios amigos estadounidenses. Yo estoy estudiando inglés. Pero apenas tengo trece años y no puedo escribir muy bien. Todas mis compañeras están arrepentidas como yo y espero que perdonen a mi país. Mañana es Navidad, que sea feliz y ojalá llegue el tiempo cuando todos podamos ser amigos. Le deseo un Feliz Año Nuevo. Adiós".
Algunas niñas enviaron postales de escenas y hermosos lugares del Japón, mientras que otras enviaron tarjetas navideñas y felicitaciones de Año Nuevo. Una niña incluyó el dibujo de una vela navideña encendida con hojas de acebo en la base. Varias de las niñas mencionaron sus edades, que iban desde casi 8 a 13 años. Varias de las cartas fueron escritas sobre papel con intrincadas decoraciones. Cada sobre lleva la misma dirección: "A la Familia del 'Paney' [sic] C/O Departamento de la Armada U.S.A., Washington, DC U.S.A." Mientras que cada carta parece haber sido escrita individualmente, los sobres parecen haber sido dirigidos por la misma persona, posiblemente su profesor.
Tres meses después, un oficial naval envió una respuesta al director del Colegio St. Margaret, agradeciendo a las niñas por las tarjetas y cartas. El oficial escribió: "Apreciamos los amables deseos de las niñas y le pedimos que usted las informe de este logro". A pesar de que las cartas de las niñas iban dirigidas a las familias de las víctimas del USS Panay, parece que no fueron más allá del Departamento de la Armada.
Otras cartas de personas y organizaciones japonesas contenían donaciones de dinero junto a expresiones de remordimiento. Estas donaciones produjeron un problema para el Departamento de la Armada. Una carta escrita por 10 japoneses expresaba su simpatía por el incidente del USS Panay e incluía un cheque por $87,19. Los hombres afirmaban ser marineros retirados de la Armada estadounidense que vivían en Yokohama y la carta, escrita por Kankichi Hashimoto, decía que "este pequeño regalo monetario es el medio a través del cual esperamos compartir nuestra simpatía con las adoloridas familias de los tripulantes del Panay". La Armada devolvió el cheque, pero informó a los caballeros que el embajador estadounidense en Tokio había recibido varias cartas y regalos similares, así como de la formación de un comité en Japón para aceptar tales donaciones. Los donantes casi estaban de vuelta al inicio. Originalmente se habían dirigido al consulado estadounidense en Yokohama para donar 300 yenes. El personal del consulado dijo que no podían aceptar la contribución y les sugirió que donen el dinero al gobierno japonés. Los marineros retirados rechazaron esta sugerencia y eligieron enviar su donación al Departamento de la Armada en Washington.
Luego de ser rechazados por la Armada, Hashimoto contactó al agregado naval de la embajada estadounidense en Tokio y le entregó un cheque por 300 yenes. El agregado - Capitán Harold Bemis - informó al embajador Grew que un tal Señor K. Hashimoto había traído una contribución de la Asociación de ex marineros de la Armada de los Estados Unidos de Yokohama. Bemis le dijo al embajador que Hashimoto solicitó que los nombres de los ex marineros no sean dados a conocer a las autoridades y al público japonés. El donante temía que las razones de su grupo sean malinterpretadas por su conexión con la Armada estadounidense, pero no tenía objeción a que los nombres sean publicados en los Estados Unidos.
Se otorgó la Cruz de la Armada a dos oficiales navales británicos, el Vicealmirante Lewis Gonne Eyre Crabbe y el Teniente Comandante Harry Barlow, por su "cooperación voluntaria e irrestricta en ayudar con la recuperación de los supervivientes del U.S.S. Panay".

### Continuos acercamientos
Cartas y tarjetas de simpatía y disculpas seguían llegando a la embajada estadounidense en Tokio. Mientras tanto, el creciente número de donaciones de diversas fuentes tenía al Departamento de Estado ocupado en poner a punto una política sobre como manejar los regalos monetarios. Cuatro días después del hundimiento del USS Panay, Grew envió un telegrama al Secretario de Estado Cordell Hull, exponiendo el problema y solicitando consejo. Con las donaciones de dinero llegando a la embajada por correo y personalmente, las contribuciones estaban creando lo que el embajador describió como "un delicado problema". Tal como Grew le explicaba a Hull, "las donaciones de dinero para los estadounidenses afectados por el desastre están siendo traídas o enviadas a la embajada y hemos escuchado que los periódicos y varios departamentos del gobierno están recibiendo donaciones para entregárnoslas". Mientras el embajador trataba de disuadir a varios donantes, él explicó al Secretario de Estado, "por otra parte, todas las donaciones son cantidades triviales y el sentimiento es el núcleo del problema, ya que devolver las donaciones podría causar un malentendido sobre nuestra actitud".
Grew estaba preocupado que aceptar cualquier suma de dinero de los japoneses podía interferir con la indemnización oficial que el gobierno japonés ya había acordado pagar. Expresando su preocupación a Hull, escribió, "nos damos cuenta que al aceptar las donaciones para el propósito por el cual son ofrecidas podrían perjudicar el principio de indemnización, por el cual el gobierno japonés ha asumido su responsabilidad". El embajador estaba en una posición difícil: aceptar el dinero planteaba una serie de problemas, mientras que rechazar las contribuciones planteaba otros. Grew no deseaba ofender a los donantes, explicando que "es difícil explicar el rechazo con bases lógicas a personas que no saben otra forma de expresar sus arrepentimientos por el desastre". Una sugerencia ofrecida en el telegrama de Grew era la de aceptar las donaciones y entregar el dinero a la Cruz Roja estadounidense para ayudar a los estadounidenses en China. El embajador terminó el telegrama solicitando la guía del Departamento de Estado sobre el asunto lo más rápido posible.
El Departamento de la Armada también envió un telegrama al Departamento de Estado para informar que el edecán del Ministro de Marina japonés le entregó al agregado naval en Tokio ¥650,11 que habían sido donados por varias organizaciones y personas. El Departamento de la Armada también incluyó el fragmento de un despacho del agregado naval, donde les informaba que "esta es una de varias expresiones populares de simpatía y preocupación pública manifestadas durante [los] pasados tres días y por tanto es una costumbre japonesa que si no es aceptada por nuestro gobierno, puede conducir a malentendidos, recomendando que sea aceptada con el mismo espíritu en que es ofrecida". Igualmente, al Almirante Harry Yarnell - comandante de la Flota Asiática de la Armada de los Estados Unidos -  se le ofreció una gran cantidad de dinero por parte del personal de la Tercera Flota de la Armada Imperial Japonesa, pero rechazó el ofrecimiento.
En un telegrama del 18 de diciembre de 1937, el Secretario de Estado Hull le respondió a Grew, "en vista de la aparente sinceridad del sentimiento con el que las donaciones son hechas y que la probabilidad de que un rechazo llano de tales ofertas podría producir algunos malentendidos sobre nuestra actitud en general y ofender a los japoneses que hacen semejante gesto, el Departamento es de la opinión que debe encontrarse algún medio por el cual los japoneses que desean expresar sus sentimientos de esta forma puedan hacerlo".
Uno de los problemas planteados por las contribuciones involucraba la dificultad del gobierno estadounidense para aceptar dinero. Hull explicó que "el Departamento cree, sin embargo, que ni el gobierno estadounidense, ni agencia alguna o cualquier ciudadano debería recibir cantidad alguna del dinero ofrecido, o beneficiarse directamente". Hull sugirió que Grew contacte al Príncipe Tokugawa Iesato u otro caballero japonés, "preguntándole si desearía ser un receptor autorizado de cualquier regalo que los japoneses deseen ofrecer de forma voluntaria para expresar sus sentimientos, anunciándose públicamente tal arreglo y también anunciándose que los fondos contribuidos serán dedicados a algo en Japón que atestiguará la buena voluntad entre ambos países, pero que no serán enviados al gobierno estadounidense o a ciudadanos estadounidenses".

### Sociedad Estados Unidos-Japón
El Príncipe Tokugawa era el presidente de la Sociedad Estados Unidos-Japón, que se había formado en 1917 para promover una mejor relación y entendimiento entre la gente de Japón y Estados Unidos. La sociedad se formó en Tokio e incluía a prominentes líderes de diversos campos; el Vizconde Kaneko Kentarō fue elegido como primer presidente y el embajador estadounidense Roland Sletor Morris fungió como el primer presidente honorario.

### Posición del Departamento de Estado
Desde el inicio, la posición del Departamento de Estado fue que ninguna familia de los muertos o de los marineros o civiles heridos recibiría alguna de las contribuciones. El dinero tampoco sería aceptado por cualquier oficina o departamento del gobierno federal. El Departamento de Estado también expreso el deseo que cualquier arreglo necesario se haga con prontitud. Hull no deseaba mantener a los japoneses esperando por una decisión sobre el destino del dinero que habían donado. Una demora prolongada podía llevar a malentendidos, especialmente si meses más tarde se tomaba la decisión de devolver el dinero a los donantes.
El telegrama del Departamento de Estado del 18 de diciembre también indicó, al menos para aquel entonces, que solamente el embajador estadounidense en Japón y el embajador estadounidense en China podían aceptar donaciones relacionadas con el incidente del USS Panay. Varios consulados estadounidenses estaban recibiendo dinero, incluso los consulados de Nagoya, Kobe, Nagasaki y Osaka en Japón; Taipéi, Taiwán; Keijo (Seúl), Corea; Dairen, Manchuria; y São Paulo, Brasil. Estas contribuciones fueron eventualmente enviadas al embajador en Tokio. Grew guardó todo el dinero recibido por el incidente del USS Panay en la caja fuerte de la embajada hasta que el Departamento de Estado encontrase una solución.
Los consulados estadounidenses de Nagasaki enviaron varias contribuciones y traducciones de cartas a la embajada estadounidense de Tokio, inclusive 50 yenes del Señor Ichiro Murakami, identificado cono un ex pensionista de la Armada estadounidense, y otra persona que deseó permanecer en el anonimato.

### Otras cartas
En una carta enviada dos días después, el consulado estadounidense de Nagasaki también informó a Grew que el 21 de diciembre un niño pequeño de la Escuela Primaria Shin Kozen vino acompañado por su hermano mayor, trayendo una carta y una donación de 2 yenes. El cónsul envió la contribución, junto a la carta original y su traducción. La carta dice: "El frío ha llegado. Por mi hermano mayor me enteré que el buque de guerra estadounidense fue hundido el otro día y me siento muy arrepentido. Como no cabe duda que fue un error, pido disculpas en nombre de los soldados. Por favor, perdónelos. Aquí está el dinero que ahorré. Por favor, entréguelo a los marineros estadounidenses heridos". La carta, dirigida "A los marineros estadounidenses", solo iba firmada por "Uno de los alumnos de Shin Kozen". El niño no dice su nombre en la carta, ni lo dijo cuando visitó el consulado.
Un periódico local - el Nagasaki Minyu Shimbun - publicó la historia de la donación de Murakami y la del escolar, incluyendo un fragmento de la carta del niño. Arthur F. Tower - el cónsul estadounidense en Nagasaki - informó al embajador Grew del artículo, que había sido publicado el 7 de enero de 1938. Tower también informó a Grew que un reportero de otro periódico - el Asahi Shimbun de Tokio y Osaka - lo llamó el 23 de diciembre para hablar sobre las contribuciones para el USS Panay. Tower garantizó a Grew que "este consulado no busca dar publicidad a las donaciones recibidas u ofrecidas y solamente ofreció información sobre estas en dos ocasiones, cuando fue solicitada".

### Pensionistas
A pesar de que el cónsul estadounidense en Nagasaki intentó no hacer públicas las  donaciones, las informaciones de los periódicos hicieron que las realizadas a su consulado aumentaran. El 8 de enero de 1938, un japonés pensionista de la Armada estadounidense llamó personalmente al consulado para hacer una contribución de 5 yenes para ayudar a los implicados en el incidente del USS Panay. Cuando su contribución fue aceptada, el exmarinero informó al cónsul de que un grupo de pensionistas de la Armada estadounidense también deseaban donar dinero. El 10 de enero, él visitó nuevamente el consulado, esta vez con dos representantes de los pensionistas japoneses de la Armada estadounidense que vivían en la zona. Sin embargo, para entonces el consulado de Nagasaki había recibido la circular de la Supervisoría General de Consulados informándoles de que todas las contribuciones relacionadas con el USS Panay deberían ser hechas al embajador estadounidense en China o al embajador estadounidense en Japón. Los caballeros trataron de donar dinero, pero fueron informados de que el cónsul ya no podía recibir más contribuciones y se les pidió que se comunicaran directamente con la embajada estadounidense en Tokio. Poco tiempo después de la partida de los ex marineros, dos japoneses llegaron al consulado. Estos caballeros - representando a la Asociación Budista de Nagasaki - también habían venido a donar dinero para las víctimas del USS Panay e igualmente fueron informados de la situación.

## Responsabilidad por el ataque
Los historiadores modernos han retrocedido y analizado el ataque. Ahora varios creen que el ataque pudo haber sido intencional. Según John Prados, los criptógrafos de la Armada de los Estados Unidos habían interceptado y descifrado las comunicaciones relacionadas con los aviones atacantes, las cuales indicaron que estaban siguiendo órdenes durante el ataque y que no fue un error de cualquier tipo. El escritor Nick Sparks cree que el caos en Nankín creó una oportunidad para las facciones renegadas del Ejército Imperial Japonés que deseaban forzar la entrada de Estados Unidos en una guerra, de tal modo que los japoneses pudieran expulsar de una vez por todas a Estados Unidos de China.

## Descripciones posteriores del incidente
El episodio ha sido citado por Philip K. Dick en su novela El hombre en el castillo, descrito en una tarjeta ilustrada de colección de la década de 1940, de la serie Horrores de guerra con el título "El hundimiento del Panay".
El incidente aparece en la novela Un invierno en China, del escritor británico Douglas Galbraith. También es descrito en la novela Pearl Harbor: Una novela del 8 de diciembre, de Newt Gingrich y William R. Forstchen.
La película John Rabe de 2009 muestra una versión novelada del incidente.